# Takashi Inui
Takashi Inui (jap. 乾 貴士, Inui Takashi; * 2. Juni 1988 in Ōmihachiman) ist ein japanischer Fußballspieler.

## Karriere

### Verein
Inui begann seine Profilaufbahn bei Yokohama F. Marinos, wo er ab Januar 2007 spielte. Nachdem er in den ersten eineinhalb Jahren nur zu sieben Einsätzen in der J. League kam, wurde er für ein halbes Jahr an den Zweitligisten Cerezo Osaka ausgeliehen. Dort entwickelte er sich zum Stammspieler und wurde im Januar 2009 fest von Cerezo Osaka verpflichtet. In der Saison 2009 schaffte er mit dem Verein den Aufstieg in die J. League. Dort erreichte er gleich in der ersten Saison nach dem Aufstieg den dritten Tabellenplatz und qualifizierte sich für die AFC Champions League 2011.
Im Juli 2011 verpflichtete der VfL Bochum den offensiven Mittelfeldspieler mit einer Vertragslaufzeit über drei Jahre.
In der Sommerpause 2012 verpflichtete Eintracht Frankfurt Inui mit einer Vertragslaufzeit bis zum 30. Juni 2015. Die Ablösesumme soll etwa 1,2 Millionen Euro betragen haben. Sein Bundesligadebüt gab er am 25. August 2012 (1. Spieltag) beim 2:1-Sieg im Heimspiel gegen Bayer 04 Leverkusen. Bei der Eintracht gelang ihm auch sein erstes Bundesligator: Am 16. September 2012 erzielte er dieses beim 3:2-Heimsieg gegen den Hamburger SV mit dem Treffer zum zwischenzeitlichen 1:0 in der 13. Minute.
Im August 2015 wechselte Inui zu SD Eibar in die spanische Primera División. Nach drei Jahren wechselte der Japaner im Sommer 2018 zu Betis Sevilla, wo er einen Vertrag bis 2021 unterschrieb. Im Januar 2019 schloss sich Inui für ein halbes Jahr auf Leihbasis Deportivo Alavés an. Im Sommer 2019 kehrte er zu seinem ehemaligen Verein SD Eibar zurück. Nach 57 Ligaspielen wurde sein Vertrag im Juni 2021 nicht verlängert. Ende August 2021 kehrte er nach Japan zurück. Hier schloss er sich seinem ehemaligen Verein Cerezo Osaka an. Im Juni 2022 wurde sein Vertrag in Osaka aufgelöst, auch nachdem es zum Ende der abgelaufenen Saison zu Unstimmigkeiten zwischen ihm und dem Trainerteam kam. Ende Juli 2022 unterschrieb er einen Vertrag beim Ligakonkurrenten Shimizu S-Pulse. Am Ende der Saison 2022 musste er mit dem Verein als Tabellenvorletzter in die zweite Liga absteigen. Am Ende der Saison 2024 feierte er die Meisterschaft und stieg in die erste Liga auf.

### Nationalmannschaft
Inui debütierte am 20. Januar 2009 in der japanischen Nationalmannschaft, als er im Spiel gegen den Jemen in der 46. Minute für Kazuya Yamamura eingewechselt wurde. Am 14. November 2014 gelangen ihm beim 6:0-Sieg gegen Honduras seine ersten beiden Länderspieltore.

## Erfolge
Shimizu S-Pulse
- Japanischer Zweitligameister: 2024